# Robert Christgau
Robert Thomas Christgau (Nueva York, Estados Unidos; 18 de abril de 1942) es un periodista musical y ensayista estadounidense. Uno de los críticos musicales más conocidos, venerados e influyentes, comenzó su carrera en la década de 1960 como uno de los primeros críticos de rock profesionales y más tarde se convirtió en uno de los primeros defensores de movimientos musicales como el hip hop, riot grrrl y la influencia de la música popular africana en Occidente. Se mantuvo por 37 años como crítico musical principal y editor en jefe de The Village Voice, tiempo durante el cual creó y supervisó la encuesta de críticos Pazz & Jop. También ha realizado escritos sobre música popular para Esquire, Creem, Newsday, Playboy, Rolling Stone, Billboard, NPR, Blender y MSN Music, y fue profesor visitante de artes en la Universidad de Nueva York.
Christgau es conocido por su "Consumer Guide": reseñas concisas de álbumes calificadas con letras, compuestas en un estilo de prosa concentrado y fragmentado, digresiones políticas y alusiones que van desde el conocimiento común hasta lo esotérico. Fueron publicadas originalmente durante su incumbencia en The Village Voice de 1969 a 2006. Sus reseñas se recopilaron en forma de libro en tres volúmenes: Christgau's Record Guide: Rock Albums of the Seventies (1981), Christgau's Record Guide: The '80s (1990) y Christgau's Consumer Guide: Albums of the' 90s (2000). También se han publicado varias colecciones de sus ensayos en forma de libro, y un sitio web publicado en su nombre desde 2001 ha alojado libremente la mayor parte de su trabajo.
En 2006, The Village Voice despidió a Christgau después de la adquisición del periódico por New Times Media. Continuó escribiendo reseñas en el formato "Consumer Guide" para MSN Music, Cuepoint y Noisey, la sección de música de Vice, donde se publicaron en su columna "Expert Witness" hasta julio de 2019. En septiembre de ese año, lanzó un boletín informativo de suscripción paga llamado And It Don't Stop, publicado en la plataforma de boletines electrónicos Substack.

## Carrera

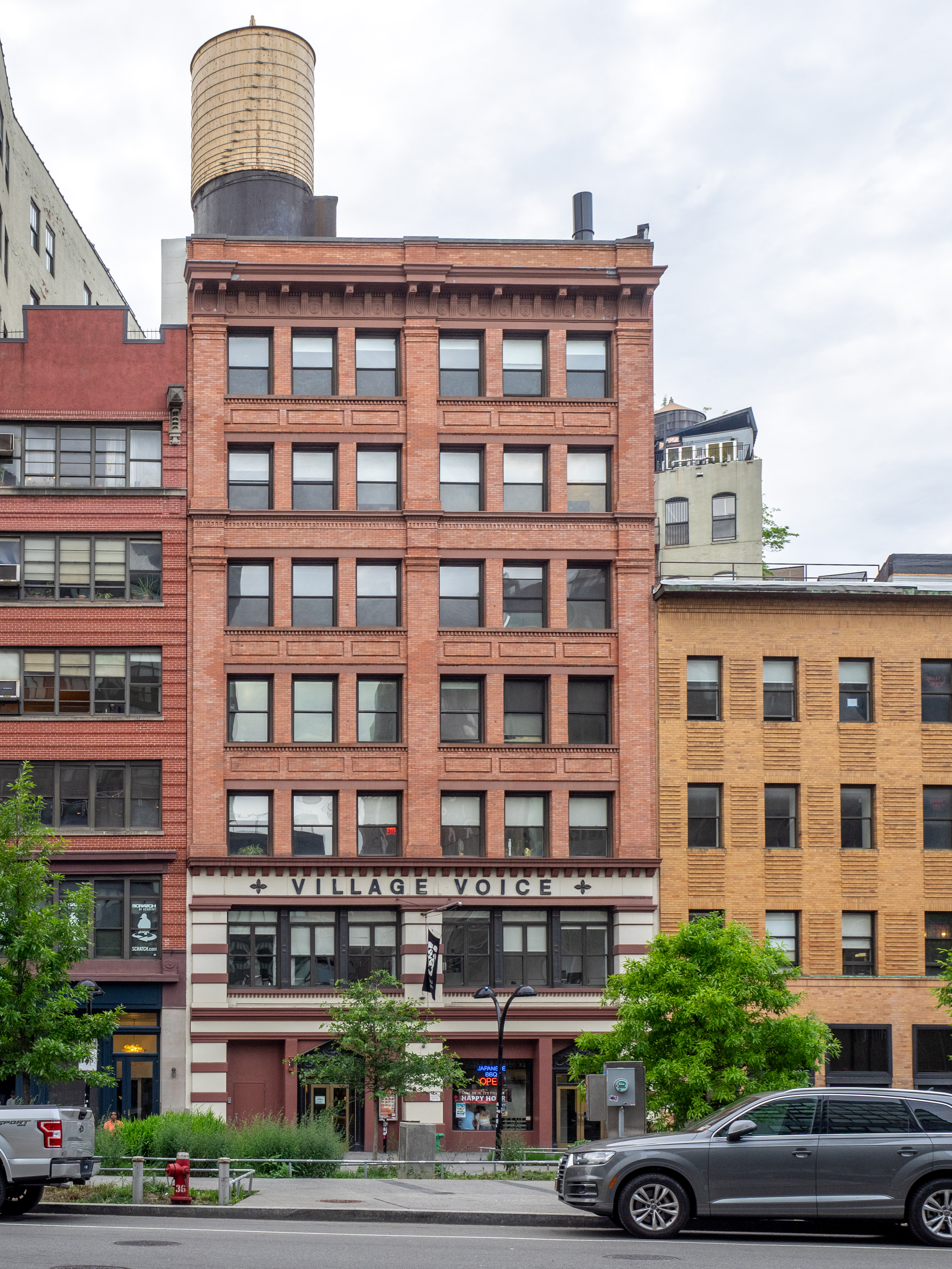
Oficinas de The Village Voice en Cooper Square, Manhattan.

Robert Christgau nació en Greenwich Village, Manhattan el 18 de abril de 1942 y creció en Queens, hijo de un bombero. En 1954 se convirtió en fanático del rock and roll en Nueva York, al escuchar al DJ Alan Freed. Dejó Nueva York para ir al Dartmouth College en Nuevo Hampshire, graduándose en 1962. Mientras estaba en la universidad, sus intereses musicales se inclinaron hacia el jazz, pero rápidamente volvió al rock a su regreso a Nueva York. Christgau ha dicho que el álbum de Miles Davis de 1960 Sketches of Spain inició en él "una fase de la desilusión con el jazz que resultó en mi regreso al rock and roll". Fue profundamente influenciado por artistas pop como Tom Wesselmann, escritores del nuevo periodismo como A.J. Liebling, Gay Talese y Tom Wolfe. "Mis ambiciones cuando me dediqué al periodismo siempre fueron, hasta cierto punto, literarias", diría más tarde.
Si bien inicialmente escribía historias de ciencia ficción, en 1964 se convirtió en cronista deportivo y después trabajó como reportero de historias policiales para el Newark Star-Ledger. Christgau se convirtió en un escritor freelance luego de que una historia que escribió acerca de la muerte de una mujer en Nueva Jersey fuera publicada en la revista New York. Le solicitaron que trabajara en la columna de música de la revista Esquire, en la cual comenzó a escribir a comienzos de 1967. Después de que Esquire descontinuara la columna, Christgau comenzó a trabajar en The Village Voice en 1969, y también trabajó como profesor de secundario.
Hacia comienzos de 1972, aceptó un trabajo de tiempo completo como crítico de música para Newsday. Regresó a The Village Voice en 1974 como editor musical. Trabajó allí hasta 2006, cuando lo despidieron poco después de que el periódico fuera comprado por el New Times Media. Dos meses después se convirtió en editor contribuyente de la revista Rolling Stone. A finales de 2007 fue despedido de Rolling Stone. aunque continuó trabajando para la revista durante otros tres meses. A partir de la edición de marzo de 2008, se unió a Blender, donde fue incluido como "crítico en jefe" en tres números y luego como "editor colaborador". Christgau había sido un colaborador habitual de Blender antes de unirse a Rolling Stone. Continuó escribiendo para la revista hasta que dejó de publicarse en marzo de 2009.
En 1987, recibió una beca Guggenheim en el campo de "Folklore y cultura popular" para estudiar la historia de la música popular. Christgau enseñó durante los años formativos del Instituto de las Artes de California. En 2007, también fue profesor adjunto en el Departamento Clive Davis de Grabación en la Universidad de Nueva York.
Christgau también ha escrito con frecuencia para las revistas Playboy, Spin y Creem. Aparece en el documental Color Me Obsessed de 2011, sobre The Replacements. En agosto de 2013, reveló en un artículo de Barnes & Noble que estaba escribiendo unas memorias, que fueron publicadas en 2015. El 13 de julio de 2014, debutó una columna mensual en el sitio web de Billboard.

## Pazz & Jop
En 1971, Christgau inauguró la encuesta musical anual Pazz & Jop. La encuesta reunió las listas "top diez" de críticos musicales sobre sus lanzamientos favoritos del año. Los resultados de Pazz & Jop se publicaron en The Village Voice cada febrero. A lo largo de su carrera en The Village Voice, Christgau acompañaba cada encuesta con un ensayo donde analizaba los resultados y ponderaba la producción musical del año. La revista continuó con la encuesta después su despido en 2006. Aunque ya no supervisó la encuesta, continuó votando y, desde la encuesta de 2015, contribuyó también con ensayos sobre los resultados.

## Estilo e influencia
El crítico musical de Slate Jody Rosen escribió, "Los párrafos de Christgau son como los de nadie más: llenos de ideas y alusiones, confesiones en primera persona e invectivas, referencias intelectuales y jerga". Rosen describe su escritura como "a menudo enloquecedora, siempre estimulante... con Pauline Kael, Christgau es posiblemente uno de los dos críticos estadounidenses de cultura popular más importantes de la segunda mitad del siglo XX... todos los críticos de rock que trabajan en la actualidad, al menos quienes desean hacer más que reescribir una copia de relaciones públicas, son en cierto sentido christgauianos". La revista Spin escribió en 2015: "Probablemente no estarías leyendo esta publicación si Robert Christgau no hubiera inventado en gran medida la crítica del rock tal como la conocemos".
Douglas Wolk dijo que las primeras columnas de la "Consumer Guide" eran en general breves y detalladas, pero «en unos pocos años... desarrolló su don particular de "poder, ingenio y economía", una frase que usó para describir a los Ramones en una reseña de 37 palabras de Leave Home». En su opinión, las reseñas de la "Consumer Guide" eran "un enorme placer de leer lentamente, como escritura, incluso si no tienes un interés particular en la música pop. Y si tienes más que un pequeño interés en la música pop, son un tesoro". Wolk escribió: "Cuando dice que es 'enciclopédico' sobre la música popular, lo dice en serio. No hay muchos hombres blancos de 60 años agitando la bandera de Da Drought 3 de Lil Wayne, especialmente no en la misma columna en la que agitan el bandera para un álbum en trío de Willie Nelson/Merle Haggard/Ray Price, una antología de nuevo pop chino, Vampire Weekend y Wussy... ". Por otro lado, mientras consideraba las primeras columnas como "un modelo de crítica convincente e ingeniosa", Dave Marsh en 1976 dijo que "el tono de la escritura ahora es presuncioso – carece de compasión, por no hablar de empatía, con el rock actual".

### Gustos y prejuicios
Christgau ha nombrado a Louis Armstrong, Thelonious Monk, Chuck Berry, The Beatles y los New York Dolls como sus cinco artistas favoritos. En un obituario de 1998, llamó a Frank Sinatra "el mejor cantante del siglo XX". Considera a Billie Holiday "probablemente [su] cantante favorita". En su libro Christgau's Consumer Guide: Albums of the '90s de 2000, dijo que su álbum de rock favorito era The Clash (1977) o New York Dolls (1973), mientras que su disco favorito en general era Misterioso de Thelonious Monk (1958). En julio de 2013, durante una entrevista con Peter Gerstenzang de la revista Esquire, Christgau criticó a los votantes del Salón de la Fama del Rock and Roll, diciendo que "son bastante estúpidos" por no votar a los New York Dolls. En una pregunta de 2021 sobre los álbumes de los Beatles, mencionó que sus favoritos son The Beatles' Second Album y Sgt. Pepper's Lonely Hearts Club Band. Ha citado a Pauline Kael, Raymond Williams, Susan Sontag y Dave Hickey como los críticos culturales y de arte más importantes del siglo veinte.
Asimismo, Christgau admite abiertamente tener prejuicios y, en general, desagrado por géneros como el heavy metal, salsa, house, art rock, rock progresivo, bluegrass, góspel, folk irlandés, jazz fusión y música clásica. "Admiro la integridad, brutalidad y obsesión del metal", escribió en 1986, "pero no puedo soportar sus delirios de grandeza, la forma en que imita y malinterpreta nociones reaccionarias de nobleza". En 2018 dijo que escribe poco sobre jazz porque "no estoy en absoluto bien instruido en los álbumes de jazz de los años 50 y 60", y que no tiene "el lenguaje ni el marco de referencia para escribir fácilmente sobre ellos"; incluso mientras ha aclamado lanzamientos de artistas de jazz como Miles Davis, Ornette Coleman y Sonny Rollins, dijo que "encontrar las palabras implica un esfuerzo considerable o un golpe de suerte". También ha admitido que no le gustan los discos de Jeff Buckley y Nina Simone, y señaló que su trasfondo clásico, "la gravedad predeterminada y las tendencias depresivas son cualidades que rara vez me atraen en cualquier tipo de arte".

### "El decano de los críticos de rock estadounidenses"
Christgau ha sido ampliamente conocido como "el decano de los críticos de rock estadounidenses", una designación que originalmente se dio a sí mismo como broma en un evento de prensa para el grupo The 5th Dimension a principios de la década de 1970. Según Rosen, "Christgau tenía veintitantos años en ese momento, no era exactamente una eminencia gris, así que tal vez fue el alcohol hablando, o tal vez solo era un joven muy arrogante. En cualquier caso, a medida que pasaron los años, la broma se convirtió en un hecho". Cuando se le preguntó al respecto años más tarde, Christgau dijo que el título "parecía provocar a la gente, así que me lo quedé. Obviamente, no hay una jerarquía oficial dentro de la crítica del rock, solo las academias reales pueden hacer eso. Pero si quieres preguntarme si creo que algunos críticos de rock son mejores que otros, es muy claro, ¿no es así?". El crítico literario de The New York Times Dwight Garner escribió en 2015. "Es una afirmación que comenzó como una broma casual. Hoy en día, pocos lo disputan".

## Vida personal
Christgau se casó con la crítica y escritora Carola Dibbell en 1974; tienen una hija adoptiva, Nina, nacida en Honduras en 1986. Han vivido durante mucho tiempo en Nueva York. Ha dicho que se crio en una "Iglesia renacida" en Queens, pero que desde entonces se convirtió en ateo. Ha sido durante mucho tiempo amigo y colaborador de críticos como Dave Marsh, Greil Marcus y Ellen Willis. También ha sido mentor de críticos más jóvenes como Ann Powers y Chuck Eddy.